# Liste der Ehrenbürger von Saarbrücken
Die Stadt Saarbrücken bzw. die heute zu Saarbrücken gehörigen ehemaligen Städte und Gemeinden haben folgenden Personen das Ehrenbürgerrecht verliehen. Die Ehrenbürgerschaft ist die höchste Auszeichnung, die eine Kommune vergeben kann. Sie wird verliehen an Personen, die sich in besonderer Weise um die Gemeinschaft verdient gemacht haben. Diese Ehrenbürgerschaft endet mit dem Tod. Davon zu trennen ist eine andere und ganz besondere Würdigung der Landeshauptstadt Saarbrücken, die „Ehrenbürgerschaft posthum“. Mit ihr würdigt die Landeshauptstadt herausragende Persönlichkeiten mit einem Bezug zu Saarbrücken, die wie Willy Graf und Max Braun unter Einsatz ihres Lebens gegen die NS-Diktatur gekämpft und diese Ehrung erst nach ihrem Tod erhalten haben.
Wie in anderen Städten üblich wurden auf Beschluss des Stadtrats vom 3. April 2001 diverse Regierungsangehörige und Politiker des Nationalsozialismus von der Liste der Ehrenbürger gestrichen.
Hinweis: Die Auflistung erfolgt chronologisch nach Datum der Zuerkennung.

## Die Ehrenbürger der Stadt Saarbrücken
- 2003 postum: Willi Graf (1918–1943), Widerstandskämpfer im Dritten Reich, Mitglied der Weißen Rose
- 2012: Tzvi Avni, israelischer Komponist
- 2016 postum: Max Braun, Politiker und Journalist
- 2018: Wolfgang Wahlster, Informatiker und Hochschullehrer

## Ehemalige Ehrenbürger der Stadt Saarbrücken
Personen aus der Zeit des Nationalsozialismus, die 2001 aufgrund eines Stadtratsbeschlusses aus der Liste der Ehrenbürger gestrichen wurden.
- 1934: Adolf Hitler, Reichskanzler
- 1937: Wilhelm Frick, Reichsinnenminister
- 1937: Joseph Goebbels, Reichspropagandaminister
- 1937: Hermann Göring, Reichsmarschall
- 1940: Josef Bürckel, Gauleiter
- 1940: Fritz Todt, Reichsminister für Bewaffnung und Munition

Ehemalige Ehrenbürger. Die Ehrenbürgerschaft endet mit dem Tod.
- 1790: August Wilhelm Iffland, Schauspieler
- 1885: Otto von Bismarck, Reichskanzler (ab 1895 auch Ehrenbürger von St. Johann und Malstatt-Burbach)
- 1890: Julius Kiefer, Kaufmann
- 1893: Ernst Wagner, Glasfabrikant (Ehrenbürger von St. Johann)
- 1896: Eduard von Pestel, Generalmajor (Ehrenbürger von Alt-Saarbrücken und St. Johann)
- 1897: Gustav Bruch, Bierbrauer (Ehrenbürger von St. Johann)
- 1897: Emil Haldy, Unternehmer (Ehrenbürger von St. Johann)
- 1897: Ferdinand Riotte, Anwalt (Ehrenbürger von St. Johann)[1]
- 1904: Gustav Leopold Ilse, evangelischer Pfarrer (Ehrenbürger von St. Johann)
- 1906: Theodor Cormann, Landgerichtspräsident (Ehrenbürger von Alt-Saarbrücken)[2]
- 1907: Friedrich Wilhelm Feldmann, Bauingenieur und Oberbürgermeister (Ehrenbürger von Alt-Saarbrücken)
- 1910: Eduard Adt, Fabrikant und Bürgermeister (Ehrenbürger von Ensheim), MdR
- 1913: Constanz von Baltz, Regierungspräsident
- 1930: Oscar Orth, diese Ehrenbürgerschaft wurde vom Saarbrücker Stadtrat 2019 nachträglich wegen der Nazivergangenheit von Oscar Orth gelöscht.
- 1934: Paul von Hindenburg, Reichspräsident
- 1952: Adolf Wilhelm, Lehrer (Ehrenbürger von Ensheim)[3]
- 1952: Karl Lohmeyer, Kunsthistoriker und Volkskundler
- 1954: Jakob Michels, Bergmann und Bürgermeister (Ehrenbürger von Altenkessel)[4]
- 1958: Andreas Kremp, Lehrer (Ehrenbürger von Eschringen)[5]
- 1959: Ludwig Glaser, Werkmeister und Bürgermeister (Ehrenbürger von Güdingen)[6]
- 1959: Wilhelm Huppert, Former und Ortsvorsteher (Ehrenbürger von Güdingen)[7]
- 1959: Richard Becker, Großkaufmann und Politiker
- 1961: Franz-Josef Bungarten, katholischer Pfarrer
- 1961: Karl Franz, katholischer Pfarrer[8]
- 1965: Wilhelm Kehr, katholischer Pfarrer (Ehrenbürger von Dudweiler)[9]
- 1966: Schwester Gottfrieda, alias Ida Hartmann, Ordensfrau und Krankenschwester (Ehrenbürgerin von Ensheim)[10]
- 1966: Carl August Hertel, evangelischer Pfarrer (Ehrenbürger von Dudweiler)[11]
- 1966: Peter Weber, katholischer Pfarrer (Ehrenbürger von Klarenthal)[12]
- 1967: Heinrich Jenewein, Fabrikant (Ehrenbürger von Dudweiler)[13]
- 1969: Walter Lutz, Arzt (Ehrenbürger von Güdingen)[14]
- 1969: Johanna Wendel, Diakonieschwester (Ehrenbürger von Güdingen)[15]
- 1970: Emil Schäfer, Rundfunkmoderator und Bürgermeister (Ehrenbürger von Güdingen)[16]
- 1971: Roger Bigot, Bürgermeister (Ehrenbürger von Altenkessel)[17]
- 1973: Reinhold Schweig, Kaufmann und Bürgermeister (Ehrenbürger von Schafbrücke)[18]
- 1987: Jean Porhiel (1907–1991), Journalist und Begründer der Städtepartnerschaft mit Nantes[19]